# چپق
چُپُق وسیله‌ای برای استعمال دود حاصل از تنباکو است. چپق تلفظی ترکی از واژه «چوبک» فارسی است. چوبک فارسی مصغر چوب و بمعنی چوب تر نازک، تَرکه و شاخهٔ راست و جوان و تر است.‎
کلمه چوبک فارسی با تلفظ ترکی‌شده به زبان‌های مختلف ازجمله صرب‌ و کرواتی راه یافته‌است. چپق یک وسیله کشیدن تنباکو با دسته بسیار بلند است که اغلب دارای یک کاسه سفالی است که با سنگ‌های قیمتی تزئین شده‌است. طول دسته چپق معمولاً بین ۱٫۲ و ۱٫۵ متر متغیر است. در حالی که چپق در غرب در درجه اول به عنوان پیپ ترکی شناخته می‌شد، اما در آغاز در ایران رایج بود. شکل چپق به صورت حُقه‌ای (کاسه‌ای) است که در آن توتون ریخته و لوله‌ای به آن وصل نموده و بر روی توتون آتش گذاشته جهت گرفتن دود می‌کشند. چپق دارای دسته‌ای است که میانش سوراخ است و وصل به سر چپق، که عموماً ظرف گلی پخته است. یک طرف آن ظرف متصل به دسته است و در طرف دیگر توتون ریخته آتش می‌دهند تا به‌تدریج بسوزد و دود بدهد.‎
پیپ غربی، نگاری چینی، چِلِم و چپق سرخ‌پوستی دستگاه‌های مشابه چپق خاورمیانه‌ای در دیگر نقاط جهان هستند. چپق به عنوان یک دستگاه تدخین قدیمی امروزه به ندرت تولید می‌شود. استفاده از آنها در ترکیه و خاورمیانه ممکن است با افزایش محبوبیت قلیان و سیگار از بین رفته باشد. کاسه‌های قدیمی چپق را هنوز هم می‌توان به عنوان عتیقه خریداری کرد. پیپ‌های مشابه زمانی در شمال آفریقا برای کشیدن حشیش استفاده می‌شد. برخی از چپق‌های تخصصی به عنوان لوله‌های بلند و نگهدارنده سیگار تولید شدند. برخی دارای دهانه‌های جداشدنی بودند. معروف بود که انور پاشا و جرجیس الجوهری، رهبر قبطی مصر که توسط ناپلئون در سال ۱۷۹۸ به عنوان مباشر کل مصر منصوب شد، چپق می‌کشیدند.

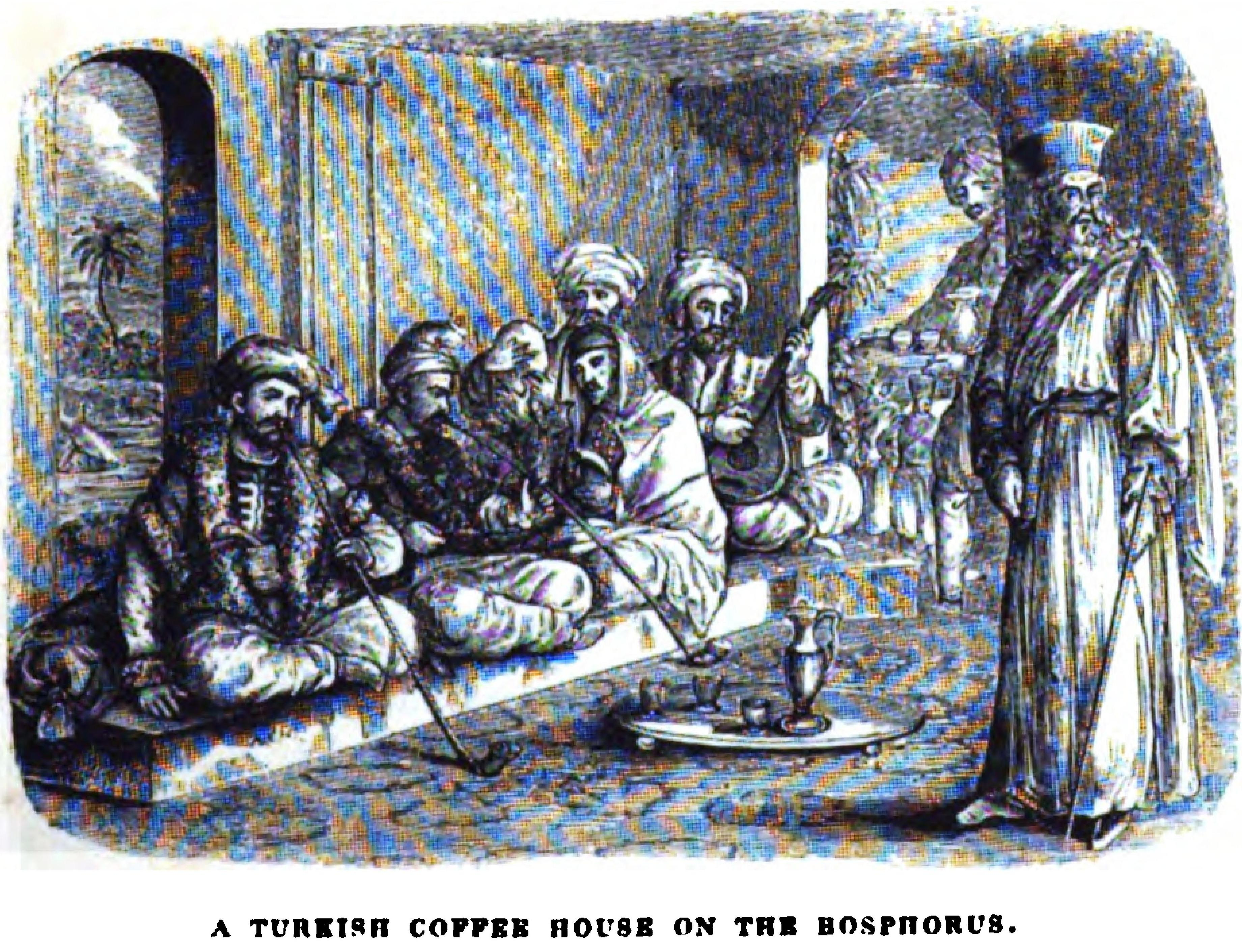
تصویری از سال ۱۸۳۸ از یک قهوه‌خانه ترکیه‌ای با مشتریانی که چپق‌های ساقه‌بلند می‌کشند، این تصویر در کتاب«سفرهایی در قفقاز غربی» اثر ادموند اسپنس نشان داده شده‌است.
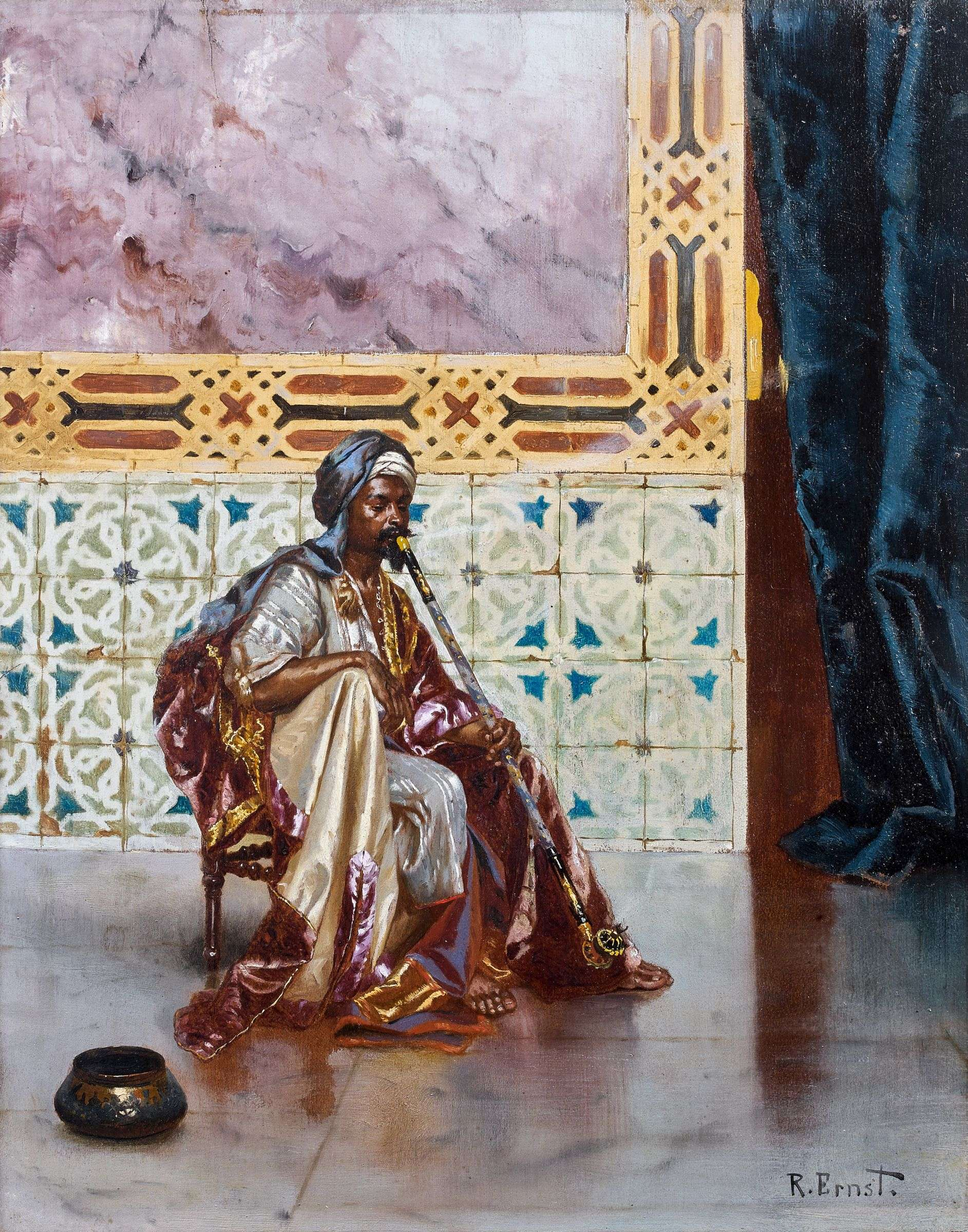
«چپق‌کش»، اثر رودولف ارنست